# Bartholomew Gosnold

Das Wappen von Bartholomew Gosnold

Bartholomew Gosnold (* 1572 in Grundisburg; † 22. August 1607 in Jamestown) war ein englischer Rechtsanwalt, Unternehmer und Entdeckungsreisender. Er war wesentlich an der Gründung der Virginia Company und der durch diese betriebene Besiedlung von Virginia beteiligt und leitete darüber hinaus die Expedition, welche am 15. Mai 1602 Cape Cod besuchte.

## Herkunft und Ausbildung
Er wurde im Jahr 1572 in Grundisburg in der Grafschaft Suffolk als Sohn von Antony Gosnold und Dorothy Bacon geboren, welche ein Gut in Otley besaßen. Er besuchte zunächst die Universität Cambridge und studierte anschließend am Middle Temple Recht.

## Fahrt nach Neuengland
Befreundet mit dem Geographen Richard Hakluyt und durch Teilnahme an einer der Reisen von Walter Raleigh, entschloss er sich 1602 von Falmouth aus mit der 32 Köpfe fassenden Concord nach Nordamerika zu segeln. Seine Route führte ihn über die Azoren direkt zum Cape Elizabeth im heutigen Maine, wo er Anfang Mai 1602 eintraf. Er folgte der Küste für einige Tage und entdeckte York Harbour, die Halbinsel Cape Cod – die schon im Jahr 1524 von Giovanni da Verrazzano entdeckt worden war –, Martha’s Vineyard und Cuttyhunk Island, wo er eine kleine Siedlung gründete. Diese wurde aber im Herbst aufgegeben, da die Siedler nicht über ausreichende Vorräte für eine Überwinterung verfügten. Noch 1602 wurde ein Bericht über diese Reise – verfasst von John Bereton – in London veröffentlicht.

## Expedition nach Virginia
Nach seiner Rückkehr verweilte Gosnold für einige Jahre in England, um die Vorbereitung eines ernst zu nehmenden Besiedlungsversuchs in Nordamerikas voranzutreiben. Von König Jakob I. erhielt die wesentlich von ihm initiierte Virginia Company of London 1606 das exklusive Recht zur Errichtung der Kolonie Jamestown. Die Leiter der Expedition rekrutierte Gosnold hauptsächlich aus Verwandten und Teilnehmern der Expedition von 1602.
Mit den Schiffen Godspeed, Susan Constant und Discovery stach die Expedition mit 104 Siedlern und Seeleuten im Frühjahr 1607 in See und erreichte Anfang Mai 1607 die Küste Nordamerikas. Am 14. Mai 1607 wurde im Beisein des als Vizeadmiral der Flotte dienenden Gosnold die Stadt Jamestown auf einer Insel im James River gegründet. Der bei den Siedlern beliebte Gosnold, der sich gegen die Anlage der Kolonie auf der Insel ausgesprochen hatte, half aktiv bei der Errichtung eines Forts gegen die andauernden Angriffe der Powhatan-Konföderation mit. Er starb jedoch bereits am 22. August 1607, wahrscheinlich an einer Darminfektion.

## Anthropologie
Im Jahr 2002 kamen bei einer archäologischen Untersuchung in Jamestown in einem Grab aus der Zeit kurz nach 1600 menschliche Überreste zum Vorschein, die von Anthropologen und Historikern aufgrund aller Indizien als jene des Expeditionsleiters Bartholomew Gosnold identifiziert worden sind.

## Ehrungen
Auf der Insel Cuttyhunk steht ein Denkmal für Bartholomew Gosnold. 1832 erhielt ein in Woods Hole gebauter Walfänger den Namen Bartholomew Gosnold. Die Galionsfigur des Schiffs ist im New Bedford Whaling Museum ausgestellt.